# Arthromyces
Arthromyces T.J. Baroni & Lodge – rodzaj grzybów z rzędu pieczarkowców (Agaricales). Należą do niego 2 gatunki występujące w Ameryce Środkowej.

## Systematyka i nazewnictwo
Pozycja w klasyfikacji według Index Fungorum: Incertae sedis, Agaricales, Agaricomycetidae, Agaricomycetes, Agaricomycotina, Basidiomycota, Fungi.
Rodzaj ten utworzyli w 2007 r. Timothy J. Baroni i Deborah Jean Lodge dla dwóch nowych gatunków opisanych w 2007 r.
Gatunki:
- Arthromyces claviformis T.J. Baroni & Lodge 2007
- Arthromyces matolae T.J. Baroni, Lodge & D.L. Lindner 2007

Wykaz gatunków (nazwy naukowe) na podstawie Index Fungorum.